# Pierres de Lecq

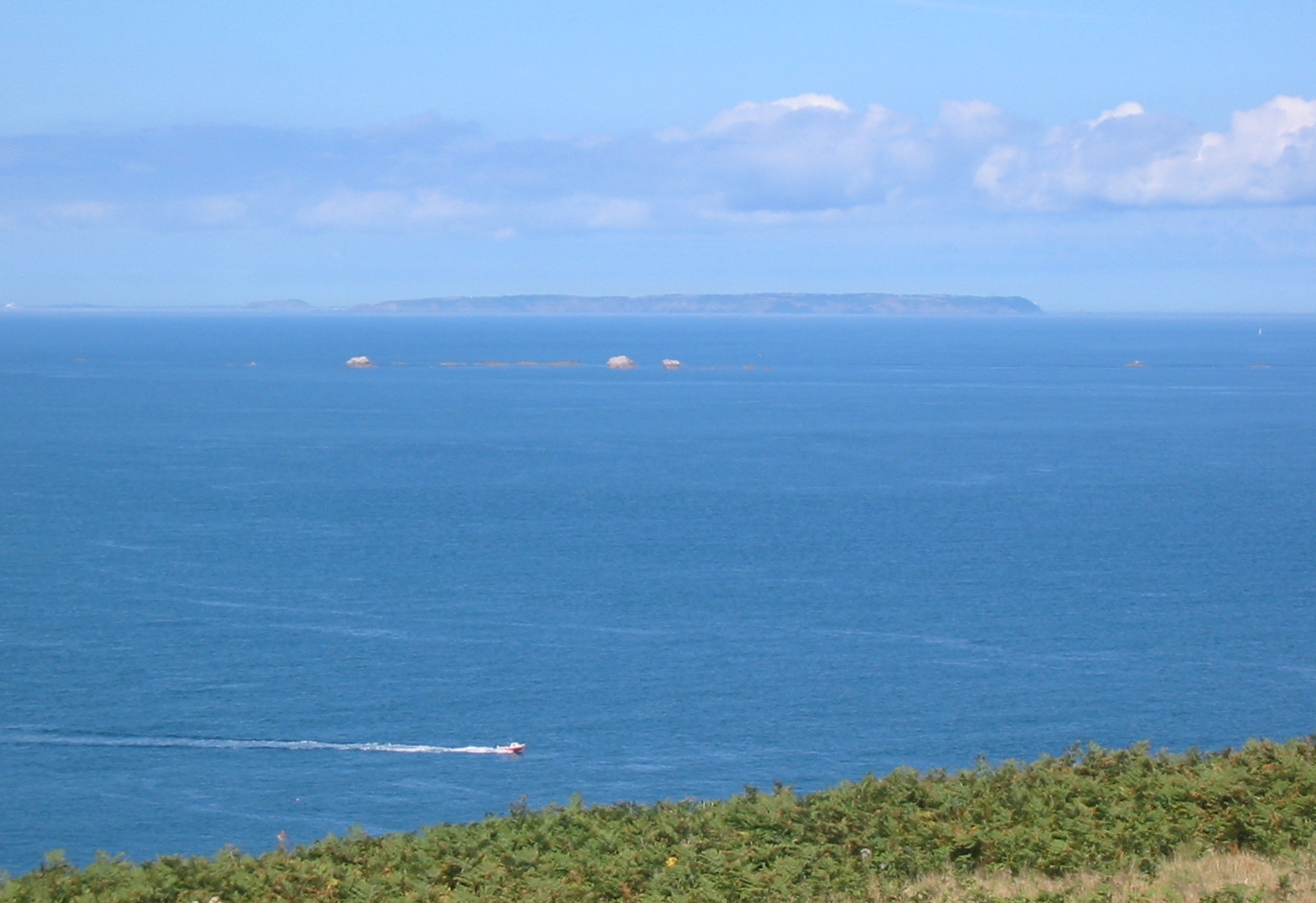
Pierres de Lecq la maree înaltă văzute de pe Jersey. Sark poate fi văzută în plan îndepărtat

Pierres de Lecq (jèrriais: Pièrres dé Lé) sau Paternosterele sunt un grup de roci nelocuibile în cadrul bailiwick-ului Jersey la nord de aceasta, în dreptul parohiei Saint Mary. Rocile se întind pe o suprafață de 512 ha și au fost declarate zone marine de importanță internațională conform convenției Ramsar.
Datorită situării lor într-un golf cu maree de amplitudine mare, doar trei roci rămân vizibile la maree înaltă: L'Êtaîthe (cea din este), La Grôsse (cea mare ) și La Vouêtaîthe (cea din vest).
Numele de Paternostere este legat de o legendă ce relatează colonizarea insulei Sark în Secolul XVI. COnform legendei, o ambarcațiune transportand femei și copii a eșuat în aceste roci iar strigătele copiilor pot fi încă auzite. Marinarii superstițioși recită de obicei Tatăl Nostru atunci când navigează pe lângă ele..

## Numele rocilor
- L'Êtchièrviéthe
- La Rocque du Nord
- L'Êtaîse or L'Êtaîthe
- Lé Bel
- Lé Longis
- La P'tite Mathe
- La Grôsse
- La Grand' Mathe
- La Greune dé Lé, or La Bonnette
- La Greune du Seur-Vouêt
- L'Orange
- La Vouêtaîse, La Vouêtaîthe, or La Vouêt'rêsse
- La Cappe
- La Douoche
- Lé Byi
- La Rocque Mollet
- L'Êtché au Nord-Vouêt
- La Galette
- La Briarde
- La Sprague
- La Niêthole Jean Jean or Lé Gouoillot